# Societat del període Edo

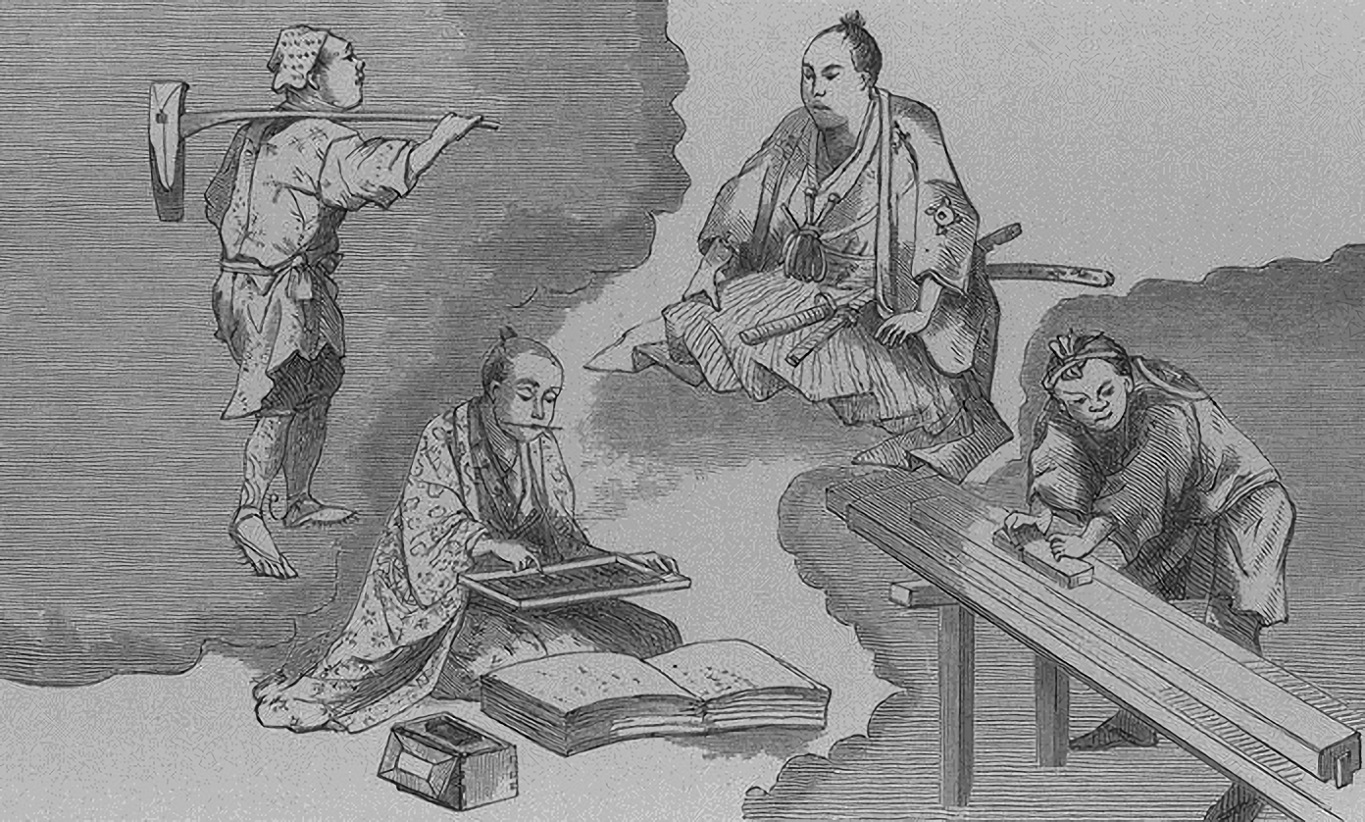
Les quatre classes més representatives de la societat japonesa del període Edo.

La societat del període Edo (o període de Tokugawa) al Japó es van realitzar amb regles estrictes per promoure l'estabilitat en el país. L'ideal confucià va proporcionar el fonament per a un sistema de prescripcions socials estrictes i una jerarquia dividida en quatre nivells: en el cim de l'ordre social, encara que sota l'emperador, els shogun, daimyo, i samurais eren la classe dominant. Els camperols o heimin vivien en pobles i produïen productes agrícoles, seguits per les classes d'artesans i comerciants en les ciutats. La mobilitat social durant aquest període va ser molt limitada.

## Quatre classes
| Shōgun, daimyō i samurai |

| Noblesa (kuge) |

| Sacerdots |

| Camperols |

| Artesans |

| Mercaders |

| Burakumin |

El govern de Tokugawa va crear intencionadament un ordre social nomenat les Quatre divisions de la societat (shinōkōshō), amb la intenció d'estabilitzar el país. Aquest sistema es va basar en les idees del confucianisme que es va estendre al Japó des de la Xina. Per aquest sistema, la societat estava composta per samurai (侍shi), camperols (農nō), artesans (工kō) i comerciants (商shō). Els samurais es van col·locar cim de la societat perquè van començar una ordre i van establir un alt exemple moral perquè d'altres el seguissin. El sistema estava destinat a reforçar la seva posició de poder en la societat justificant la seva condició de governants. Els camperols van arribar en segon lloc perquè produïen la mercaderia més important, el menjar. Segons la filosofia confuciana, la societat no podria sobreviure sense l'agricultura. En tercer lloc estaven els artesans perquè produïen béns no essencials. Mentre que en el final d'aquesta jerarquia social es trobaven els comerciants perquè generaven riquesa sense produir cap bé. Com tot això indica, les classes no van ser organitzades per la riquesa o el capital, sinó pel que els filòsofs van descriure com la seva puresa moral.
De fet, el shinōkōshō no descriu amb precisió la 
societat Tokugawa. Els sacerdots budistes i xintoistes; els nobles de la cort (kuge); i les classes marginades incloent els burakumin o hinin (els venuts o sentenciats a la servitud) no van ser inclosos en aquesta descripció de la jerarquia. En alguns casos, un samurai pobre podria ser poc millor que un camperol i les línies entre les classes es podrien desdibuixar, especialment entre els artesans i els comerciants en les zones urbanes. Així i tot, la teoria va proporcionar bases per restringir els privilegis i responsabilitats a diferents classes i va fer un sentit d'ordre a la societat. A la pràctica, les relacions socials solidificades en general, van ajudar a crear l'estabilitat política que va definir el període Edo.

## Paper de les dones
La vida d'una dona variava segons l'estatus social de la seva família. S'esperava que les dones de les famílies dels samurais se sotmetessin als seus caps de llar masculins, però a mesura que envellien, podien convertir-se en el membre de rang de la família si el seu espòs moria. Als nens se'ls obligava a respectar els seus pares, fins i tot quan eran adults. Les dones de les classes baixes estaven molt menys restringides per les expectatives socials i podien exercir un paper integral en els negocis de la família. S'esperava que les dones camperoles fessin tasques domèstiques d'hora al matí, abans d'anar a treballar en el camp amb els seus familiars barons i, sense importar la seva edat, eren membres importants de la seva família.
El matrimoni no es basava en l'atracció romàntica. Les famílies van intentar usar el matrimoni com una manera d'augmentar la seva posició social o, entre els grups més rics, per augmentar la seva influència i possessions. El més freqüent, era el matrimoni què es produïa entre dues famílies d'igual categoria. La virginitat femenina en arribar al matrimoni era important en les classes de samurai; i molt menys en les classes baixes. Després del matrimoni, a les dones se'ls va prohibir tenir companys sexuals addicionals. Els marits de les classes altes, tanmateix, podien tenir concubines i relacions amb dones solteres. El divorci era comú, i una dona d'una família pobra podia fàcilment deixar el seu marit i tornar a la seva família d'origen.

## Conflictes socials
El fonament d'aquest període va ser el seu ordre social estable. Tanmateix, a mesura que la riquesa es concentrava cada vegada més fora de la classe samurai, el conflicte social va créixer. Els sous fixos sobre els que vivien els samurais no van augmentar malgrat l'augment del cost de les mercaderies i del cost cada vegada més onerós de l'etiqueta social apropiada, de manera que molts samurais es van endeutar amb les famílies de mercaders benestants. Els comerciants rics, alhora, es van veure limitats a mostrar les seves riqueses per temor a violar les lleis que restringien els privilegis a la classe samurai. Això va crear un profund ressentiment, però també va augmentar la interdependència entre les dues classes.
Els canvis en les zones rurals també estaven creant conflictes. La nova tecnologia va augmentar la productivitat i va permetre que algunes famílies produïssin un excedent d'aliments que podien utilitzar-se per donar suport activitats més enllà de l'agricultura. Alguns camperols també es van endeutar amb els seus veïns més rics, i més famílies van perdre la propietat de les seves terres. Això va despertar el ressentiment que de vegades va esclatar en la violència cap als terratinents i l'elit del llogaret. Alguns erudits van començar a qüestionar les creences confucianes que van proporcionar la fundació d'aquesta societat.
Els conflictes van posar les bases per als canvis que seguirien durant el període Meiji.